# New Woman
New Woman é uma canção da rapper e cantora tailandesa Lisa, em colaboração com a cantora espanhola Rosalía. Foi lançada pelas gravadoras Lloud e RCA Records em 15 de agosto de 2024, como o segundo single do álbum de estreia de Lisa, Alter Ego (2025). É uma faixa predominantemente de pop e música eletrônica, com influências de trap, contendo letras sobre a transformação de Lisa e o redescobrimento de sua identidade. A música foi produzida por Max Martin e Ilya e escrita por eles em conjunto com Lisa, Rosalía, Tove Burman e Tove Lo.
New Woman recebeu críticas positivas da mídia especializada por sua produção cativante e pela química entre as artistas, sendo frequentemente citada como a melhor faixa do álbum. Alcançou a 15ª posição na Billboard Global 200 e a 6ª posição na Global Excl. U.S., tornando-se, respectivamente, o quarto top 10 de Lisa e o quinto de Rosalía nessa última parada. A canção entrou no top 10 das paradas da Malásia, Singapura e Taiwan, além de atingir o top 15 na Espanha, onde recebeu certificado de ouro. Nos Estados Unidos, tornou-se a quarta entrada de Lisa na Billboard Hot 100, alcançando a 97ª posição.
O videoclipe que acompanha a música foi dirigido por Dave Meyers e lançado no canal da Lloud no YouTube simultaneamente ao lançamento do single. Filmado em Los Angeles, o clipe reflete os temas da canção — empoderamento e transformação — e apresenta Lisa e Rosalía com diversos figurinos de alta moda inspirados nos anos 2000. Para promover a música, Lisa se apresentou no MTV Video Music Awards de 2024 e no Global Citizen Festival. New Woman venceu o prêmio de Melhor Colaboração e foi indicada a Melhor Videoclipe no MTV Europe Music Awards de 2024.

## Antecedentes e lançamento
Após deixar sua antiga gravadora, a YG Entertainment, para seguir atividades solo, Lisa fundou sua própria empresa de gerenciamento artístico chamada Lloud em fevereiro de 2024 e assinou com a RCA Records em abril para lançar músicas solo em parceria com a nova empresa.
Seu primeiro single sob os selos Lloud e RCA Records, Rockstar, foi lançado em 28 de junho.
Em 2 de agosto, Lisa começou a divulgar um lançamento sucessor de Rockstar, postando uma prévia em que aparecia com cabelo rosa e um colar com pingente em forma de estrela. Três dias depois, a Lloud publicou um segundo teaser com o mesmo áudio, mostrando uma estrela prateada inclinada em frente a um céu rosado com nuvens e a frase "coming soon", seguida por uma rosa prateada girando e o texto "LALISA ______." O espaço em branco e a rosa fizeram os fãs especularem que a música seria uma colaboração com a cantora espanhola Rosalía.
As duas artistas já haviam demonstrado admiração mútua em entrevistas anteriores, com Rosalía dizendo-se fã e elogiando as habilidades de dança de Lisa, enquanto Lisa elogiava as influências culturais espanholas na música de Rosalía.
A colaboração foi oficialmente anunciada em 6 de agosto, revelando o título New Woman e sua data de lançamento: 15 de agosto, às 20h (horário do leste dos EUA).
O anúncio foi acompanhado pela arte de capa do single, que mostra Lisa e Rosalía encarando a câmera de forma sensual com óculos escuros — Lisa vestindo um espartilho de couro com jaqueta e Rosalía com um casaco rosa felpudo.
New Woman é o segundo single de Lisa para seu álbum solo de estreia, após Rockstar, e marca o primeiro lançamento de Rosalía em 2024, depois de suas colaborações com Rauw Alejandro no EP RR e com Björk no single Oral, ambos lançados em 2023.

## Composição e letras
New Woman foi escrita por Lisa, Rosalía Vila Tobella, Tove Burman, Tove Lo, Ilya Salmanzadeh e Max Martin, sendo produzida por Ilya e Max Martin. Tove Lo também contribui como vocal de fundo.
A canção é um tema pop e eletrônico com influências de trap, inspirado na estética Y2K, e tem duração de aproximadamente 3 minutos.
A faixa incorpora graves de estilo industrial, sintetizadores e bateria, além de vocais filtrados e técnicas de arranhões de CD na mixagem.
A música inicia com Lisa cantando sobre "caminhar pelo fogo para redescobrir que é uma 'Nova Mulher' com uma 'aura revigorada'". Após o primeiro refrão, o ritmo desacelera e é seguido pelo verso em espanhol de Rosalía, com letras sussurradas. As duas artistas trocam versos enquanto assumem seu poder, "desprendendo-se do passado para abraçar suas versões evoluídas e intocáveis".

## Critical reception
Crystal Bell, do NME, elogiou New Woman como uma "celebração elegante e pulsante da reinvenção" e o "momento de destaque" do álbum Alter Ego, destacando o resultado "eletrizante" quando Lisa "se conecta a um som e a uma mensagem" no disco. Bell também enalteceu o videoclipe por "amplificar o charme da música", retratando Lisa como uma "força da natureza".
De forma semelhante, Eunbo Shim, da revista Billboard, declarou a faixa como a melhor do álbum, ressaltando a "química entre as artistas que espelha a energia catártica da música" e os visuais do videoclipe que "amplificam a audácia destemida da canção".
Robin Murray, do Clash, descreveu a faixa como "uma verdadeira declaração da energia feminina no pop".
Danielle Chelosky, do Stereogum, chamou-a de "um hit de verão" com "uma mudança de ritmo incrível".
Janice Sim, da Vogue Singapore, qualificou-a como uma "faixa sinuosa e groovy" que apresenta "a desconstrução de uma nova versão de si mesma por Lisa".
Joshua Minsoo Kim, do Pitchfork, comentou que ouvir Rosalía "deslizar em espanhol" tornou "claramente óbvio" que Lisa poderia ter explorado outros idiomas no álbum, como o tailandês.
A revista Rolling Stone elegeu New Woman como a 70ª melhor música de 2024, opinando que a faixa "balança num estilo teen-pop do final dos anos 90", elogiando as "batidas intensamente suecas" que lembram a era do MTV Total Request Live e o videoclipe que "erotiza telefones flip e máquinas de fax".
Da mesma forma, o NME listou a música como a 24ª melhor canção de K-pop de 2024, afirmando que Lisa chegou "com tudo" e que todas as partes da faixa se combinam perfeitamente para criar "uma das propostas mais intoxicantes do ano". O veículo também destacou o "ar artístico e leve do pré-refrão" que "exibe as habilidades vocais de Lisa" de uma forma pouco explorada pela YG Entertainment, além da participação "carismática" de Rosalía.
Por outro lado, Thania Garcia, da Variety, considerou a faixa uma das piores de 2024, descrevendo-a como uma "colaboração que soa ótima na teoria, mas falha na prática". Ela elogiou Lisa e Rosalía individualmente como "vocalistas excepcionais" e "virtuosas", mas sentiu que a música parecia "desconexa", como se as artistas tivessem gravado suas partes separadamente.

## Premiações
| Organização             | Ano  | Prêmio                             | Resultado | Ref.   |
| ----------------------- | ---- | ---------------------------------- | --------- | ------ |
| Asian Pop Music Awards  | 2024 | Melhor Colaboração (Internacional) | Indicado  | [ 25 ] |
| MTV Europe Music Awards | 2024 | Melhor Colaboração                 | Venceu    | [ 26 ] |
| MTV Europe Music Awards | 2024 | Melhor Vídeo                       | Indicado  | [ 27 ] |

## Desempenho comercial
New Woman atingiu a 15ª posição na Billboard Global 200 na edição de 31 de agosto de 2024. Na Billboard Global Excl. U.S., a canção estreou na 6ª posição com 54,5 milhões de transmissões (streams) e 10 mil unidades vendidas fora dos Estados Unidos no período de 16 a 22 de agosto. A música marcou a quarta entrada de Lisa e a quinta de Rosalía no top 10 desta parada, respectivamente. Lisa também se tornou a integrante do Blackpink com mais músicas no top 10, seguida por Jennie com três, e Rosé e Jisoo com uma cada, igualando o total de quatro top 10 alcançados pelo Blackpink como grupo. A música permaneceu por sete semanas na Global 200 e por dez semanas na Global Excl. US.
Nos Estados Unidos, New Woman estreou na 97ª posição da Billboard Hot 100, tornando-se a quarta entrada de Lisa como artista solo na parada. Ela se tornou a primeira artista feminina solo de K-pop a ter quatro músicas no ranking, e empatou com J-Hope, Suga e V como os artistas de K-pop com o sétimo maior número de entradas, ficando atrás apenas de BTS, seu grupo Blackpink, Jungkook, Jimin, Psy e NewJeans.

## Clipe musical
O videoclipe que acompanha New Woman foi lançado simultaneamente ao single no canal do YouTube da Lloud. O vídeo foi dirigido por Dave Meyers e filmado em Los Angeles.
O vídeo acumulou mais de 24 milhões de visualizações nas primeiras 24 horas após o lançamento, superando Guess, colaboração de Charli XCX e Billie Eilish, que obteve 3,7 milhões de visualizações em 24 horas, como a maior estreia feminina de colaboração no YouTube em 2024.
O vídeo apresenta um estilo e moda dos anos 2000, com cada figurino refletindo os temas da música sobre empoderamento e transformação. Começa com o título da música escrito em celulares flip prateados, após o que Lisa aparece em foco, com cabelos platinados na altura da cintura. Ela desfila usando um casaco preto felpudo sobre um sutiã cheio de brilho e microshorts combinando, depois troca para um figurino de malha dourada com cabelo molhado. Entre cenas solo de Lisa, há breves aparições de Rosalía, que está mascando chiclete rosa enquanto usa um casaco de pele. Na cena seguinte, Lisa examina imagens do próprio rosto numa impressora enquanto veste uma roupa inspirada no estilo Y2K composta por um top corset rosa, calças cargo de cintura baixa e casaco de pele falsa, depois usa um top preto com penas que lembra um corvo. O vídeo então muda para Rosalía em seu verso, entrando com um vestido vermelho de babados inspirado na vestimenta tradicional do flamenco, mas com um toque moderno. Ela troca para outro look vermelho cereja, um vestido justo (body-con) com leggings estampadas. Lisa e Rosalía se juntam na cena seguinte, deitadas juntas com vestidos contrastantes branco e preto que remetem à dualidade do yin e yang. Lisa usa um top drapeado com capuz e gola halter, combinado com uma saia esvoaçante, lembrando uma deusa mitológica. Para o encerramento, as duas aparecem relaxando em cadeiras dobráveis, Lisa com um visual "motomami" arrojado, usando jaqueta de motoqueiro, corset com zíper e minissaia de couro, enquanto Rosalía exibe um estilo mais "chique e brincalhão" com um casaco texturizado rosa chiclete e óculos de sol azuis.

## Promoção e apresentações ao vivo
No dia do lançamento da música, Lisa foi a primeira convidada da terceira temporada do programa de entrevistas Not Much Prepared, apresentado por Lee Young-ji no YouTube.
Em 11 de setembro, Lisa fez sua estreia ao vivo com a performance de New Woman no 2024 MTV Video Music Awards, realizado na UBS Arena, em Elmont, Nova York.
Ela também apresentou a música como atração principal do Global Citizen Festival, realizado em 28 de setembro no Central Park, em Nova York.
Na véspera do Ano Novo de 2024, Lisa foi a atração principal do evento Amazing Thailand Countdown 2025, realizado no Iconsiam, em Bangkok.
Ela também performou a música no Coachella Valley Music and Arts Festival nos dias 11 e 18 de abril de 2025.

## Créditos e pessoal
Créditos adaptados das notas de encarte do álbum Alter Ego.
Gravação
- Gravado no Paradise Sound Recording (Los Angeles, Califórnia), Conway Recording Studios (Los Angeles, Califórnia) e Legend Music Studio (Phuket, Tailândia)
- Engenharia de som no Conway Studios (Los Angeles, Califórnia)
- Gravações adicionais no MXM Studios (Estocolmo, Suécia)
- Vocais de Rosalía engenheirados no Electric Lady Studios (Nova York)
- Mixagem no MixStar Studios (Virginia Beach, Virgínia)
- Mixagem dos vocais de Rosalía no Larrabee Studios (North Hollywood, Califórnia)
- Masterização no Sterling Sound (Nova York)

Equipe técnica e artística
- Lisa – vocais, compositora
- Rosalía – vocais convidados, compositora
- Max Martin – compositor, produtor, programação, arranjo, bateria, baixo, teclados
- Ilya Salmanzadeh – compositor, produtor, programação, arranjo, bateria, baixo, teclados, vocais de apoio
- Tove Lo – compositora, vocais de apoio
- Tove Burman – compositora, vocais de apoio
- Doris Sandberg – vocais de apoio
- Kuk Harrell – produtor vocal
- Jelli Dorman – engenheiro vocal
- Sam Holland – engenheiro de som
- David Rodriguez – engenheiro vocal
- [{Serban Ghenea]] – engenheiro de mixagem
- Manny Marroquin – engenheiro de mixagem
- Bryce Bordone – assistente de mixagem
- Anthony Vilchis – assistente de mixagem
- Trey Station – assistente de mixagem
- Zach Pereyra – assistente de mixagem
- Randy Merrill – engenheiro de masterização

## Paradas
| Parada (2024)                                       | Melhor posição |
| --------------------------------------------------- | -------------- |
| Argentina (Argentina Hot 100)                       | 88             |
| Argentina Anglo Airplay (Monitor Latino)            | 7              |
| Austrália (ARIA)                                    | 99             |
| Canadá (Canadian Hot 100)                           | 80             |
| América Central Anglo Airplay (Monitor Latino)      | 2              |
| Chile Anglo Airplay (Monitor Latino)                | 3              |
| Colômbia Anglo Airplay (Monitor Latino)             | 2              |
| Colômbia Top Anglo (National Report)                | 3              |
| Costa Rica Anglo Airplay (Monitor Latino)           | 5              |
| República Dominicana Anglo Airplay (Monitor Latino) | 12             |
| Equador Anglo Airplay (Monitor Latino)              | 4              |
| El Salvador Anglo Airplay (Monitor Latino)          | 1              |
| França (SNEP)                                       | 76             |
| Alemanha Download (GfK)                             | 49             |
| Alemanha Streaming (GfK)                            | 99             |
| Mundo (Billboard Global 200)                        | 15             |
| Grécia Internacional (IFPI)                         | 95             |
| Guatemala Anglo Airplay (Monitor Latino)            | 1              |
| Honduras Anglo Airplay (Monitor Latino)             | 6              |
| Hong Kong (Billboard)                               | 17             |
| Indonésia (ASIRI)                                   | 46             |
| Irlanda (IRMA)                                      | 83             |
| Japão Heatseekers (Billboard Japan)                 | 16             |
| Lituânia (AGATA)                                    | 78             |
| Malásia (Billboard)                                 | 6              |
| Malásia Internacional (RIM)                         | 4              |
| México Anglo Airplay (Monitor Latino)               | 4              |
| Holanda (Single Tip)                                | 8              |
| Holanda (Global Top 40)                             | 3              |
| Nova Zelândia Hot Singles (RMNZ)                    | 6              |
| Nicarágua Anglo Airplay (Monitor Latino)            | 2              |
| Panamá (Monitor Latino)                             | 15             |
| Peru Anglo Airplay (Monitor Latino)                 | 13             |
| Filipinas (Philippines Hot 100)                     | 43             |
| Portugal (AFP)                                      | 55             |
| Porto Rico Anglo Airplay (Monitor Latino)           | 1              |
| Singapura (RIAS)                                    | 8              |
| Coreia do Sul (Circle)                              | 147            |
| Espanha (PROMUSICAE)                                | 12             |
| Espanha Airplay (PROMUSICAE)                        | 17             |
| Suíça (Schweizer Hitparade)                         | 62             |
| Taiwan (Billboard)                                  | 5              |
| Reino Unido (UK Singles Chart)                      | 55             |
| Estados Unidos (Billboard Hot 100)                  | 97             |

## Certificações
| Região                                                        | Certificação | Vendas  |
| ------------------------------------------------------------- | ------------ | ------- |
| Brasil (Pro-Música Brasil)                                    | Platina      | 40,000‡ |
| México (AMPROFON)                                             | Ouro         | 70,000‡ |
| Espanha (PROMUSICAE)                                          | Ouro         | 30,000‡ |
| ‡vendas+valores de streaming baseados somente na certificação |              |         |

## Histórico de lançamentos
| Região   | Data                 | Formato                    | Gravadora   | Ref.   |
| -------- | -------------------- | -------------------------- | ----------- | ------ |
| Diversas | 15 de agosto de 2024 | Download digital Streaming | Lloud RCA   | [ 88 ] |
| Itália   | 23 de agosto de 2024 | Execução em rádios         | Sony Itália | [ 89 ] |